# Reinstorf
Reinstorf település Németországban, azon belül Alsó-Szászország tartományban. Lakosainak száma 1283 fő (2023. december 31.). Reinstorf Lüneburg, Barendorf, Vastorf, Thomasburg, Neetze, Rullstorf és Scharnebeck községekkel határos.

## Népesség
A település népességének változása:
| Lakosok száma | 1321 | 1304 | 1287 | 1244 | 1263 | 1283 |
|               | 2016 | 2017 | 2019 | 2021 | 2022 | 2023 |